# 财达证券
財達證券股份有限公司（英語：Caida Securities Co.,ltd.；上交所：600906，简称：财达证券），为中國河北鋼鐵集團旗下公司，董事長為王義芳。该公司于2002年由保定、秦皇岛信托公司及省内财政部门所属证券机构转制重组设立，时名河北财达证券经纪有限责任公司。2010年，復名財達證券有限責任公司。
其主要業務为证券经纪、证券投资咨询、证券自营、证券投资基金代销等。總部位於中国河北省石家庄市自强路35号。
2021年7月24日，中国证券监督管理委员会发布《2021年证券公司分类结果》，共有103家券商参与。其中财达证券被评为A级，较2020年的BBB级有所上升。